# توربي
توربي، (بالإنجليزية: Torpè)‏، (سردينيا: Torpè)، هي بلدية، في مقاطعة نوورو، في إقليم سردينيا الإيطالي، وتقع على بعد حوالي 160 كم (99 ميل) شمال شرق كالياري، وحوالي 45 كم (28 ميل) شمال شرق نوورو. اعتبارا من 31 ديسمبر 2004، كان عدد سكانها 2757 ومساحة 92.2 كيلومتر مربع (35.6 ميل مربع).

## السكان
في سنة 1861 بلغ عدد السكان 873 نسمة، وتطور العدد ليصل في سنة 2011 لـ 2٬891 نسمة.
يظهر هذا المخطط البياني تطور النمو السكاني لـ توربي